# Прогресс МС-25
«Прогресс МС-25» (№ 455) — космический транспортный грузовой корабль серии «Прогресс», запуск которого состоялся 1 декабря 2023 года со стартового комплекса «Восток» (Площадка 31) космодрома Байконур по программе 86-й миссии снабжения Международной космической станции. Это 178-й полёт космического корабля серии «Прогресс» (из них 89 — к МКС).

## Подготовка к запуску
25 января 2023 года ТГК «Прогресс МС-25» был доставлен на технический комплекс космодрома Байконур для проведения штатной подготовки в соответствии с программой полёта Международной космической станции. После осмотра ТГК был переведён в режим хранения до начала непосредственной подготовки к запуску.
В октябре 2023 года началась подготовка ТГК «Прогресс МС-25» к запуску. 10 октября корабль был доставлен в безэховую камеру монтажно-испытательного корпуса для проведения автономных электроиспытаний — наземной проверке функционирования бортовой радиотехнической аппаратуры системы сближения и стыковки ТГК. С 13 по 19 октября прошли вакуумные испытания корабля. 7 ноября проведена контрольная засветка панелей солнечных батарей системы электропитания корабля. С 15 по 17 ноября проведена заправка корабля компонентами топлива и сжатыми газами. 24 ноября проведены авторский осмотр и накатка головного обтекателя корабля «Прогресс МС-25». 27 ноября произведена общая сборка ракеты космического назначения «Союз-2.1а» с кораблём «Прогресс МС-25». На ракету-носитель «Союз-2.1а» нанесены изображения, посвящённые 35-летию полёта многоразового космического корабля «Буран», 100-летию со дня рождения первого начальника Главного управления космических средств Министерства обороны СССР Александра Максимова, десятилетию науки и технологий, объявленному в России в 2022—2031 годах и турниру «Игры Будущего», который пройдет в Казани в 2024 году. 28 ноября ракета космического назначения «Союз-2.1а» с кораблём «Прогресс МС-25» была транспортирована на стартовый комплекс 31-й площадки космодрома Байконур. 1 декабря государственная комиссия разрешила заправку топливом ракеты-носителя «Союз-2.1а» с грузовым кораблем «Прогресс МС-25» и её пуск с 31-й площадки в 12:25:11 по московскому времени.

## Полёт
1 декабря 2023 года в 12:25:11,703 по московскому времени с 31-й площадки космодрома Байконур проведён пуск ракеты-носителя «Союз-2.1а» с грузовым кораблем «Прогресс МС-25». Выведение на заданную орбиту, его отделение от третьей ступени ракеты, раскрытие антенн и панелей солнечных батарей корабля прошли в штатном режиме. Полёт грузового корабля к МКС проходил около 50 часов, он совершил 34 витка по схеме сближения со станцией. 3 декабря в 14:18:33 мск грузовой корабль «Прогресс МС-25» причалил к малому исследовательскому модулю «Поиск» российского сегмента МКС.
14 декабря из баков системы дозаправки грузового корабля «Прогресс МС-25» российскими космонавтами Олегом Кононенко, Николаем Чубом и Константином Борисовым проведена дозаправка танкерных баков горючего и окислителя функционально-грузового блока «Заря». Перекачано 169 кг горючего и 313 кг окислителя. 27 декабря российские космонавты провели наддув атмосферы МКС азотом из баллонов грузового корабля «Прогресс МС-25» на 7,5 мм рт.ст.
28 мая 2024 года в 11:39:22 по московскому времени грузовой корабль «Прогресс МС-25» отстыковался от малого исследовательского модуля «Поиск». В 14:48 мск были включены двигатели «Прогресса МС-25» на торможение для сведения с орбиты, в результате чего корабль вошёл в атмосферу и разрушится. Несгоревшие элементы конструкции корабля затонули в несудоходном районе южной части Тихого океана.

## Груз
Общая масса корабля составляет 7,4 тонны. Масса доставляемого груза составит около 2528 кг, включая:
- 515 кг топлива в баках дозаправки,
- 420 кг питьевой воды,
- 40 кг сжатого азота,
- 1553 кг ресурсного оборудования и укладок для проведения научных экспериментов, продуктов питания, медицинских и санитарно-гигиенических средств[9].

На корабле отправлен специальный комплекс «Инкубатор-3» и 48 яиц японского перепела для эксперимента «Перепел», также на МКС будет доставлено оборудование для эксперимента «Кварц-М», которое космонавты должны установить на малом исследовательском модуле «Поиск» во время будущего выхода в открытый космос для изучения и контроля космической коррозии. Также на корабле отправлен на МКС кубок международного мультиспортивного турнира «Игры будущего».